# Mobile (escultura)

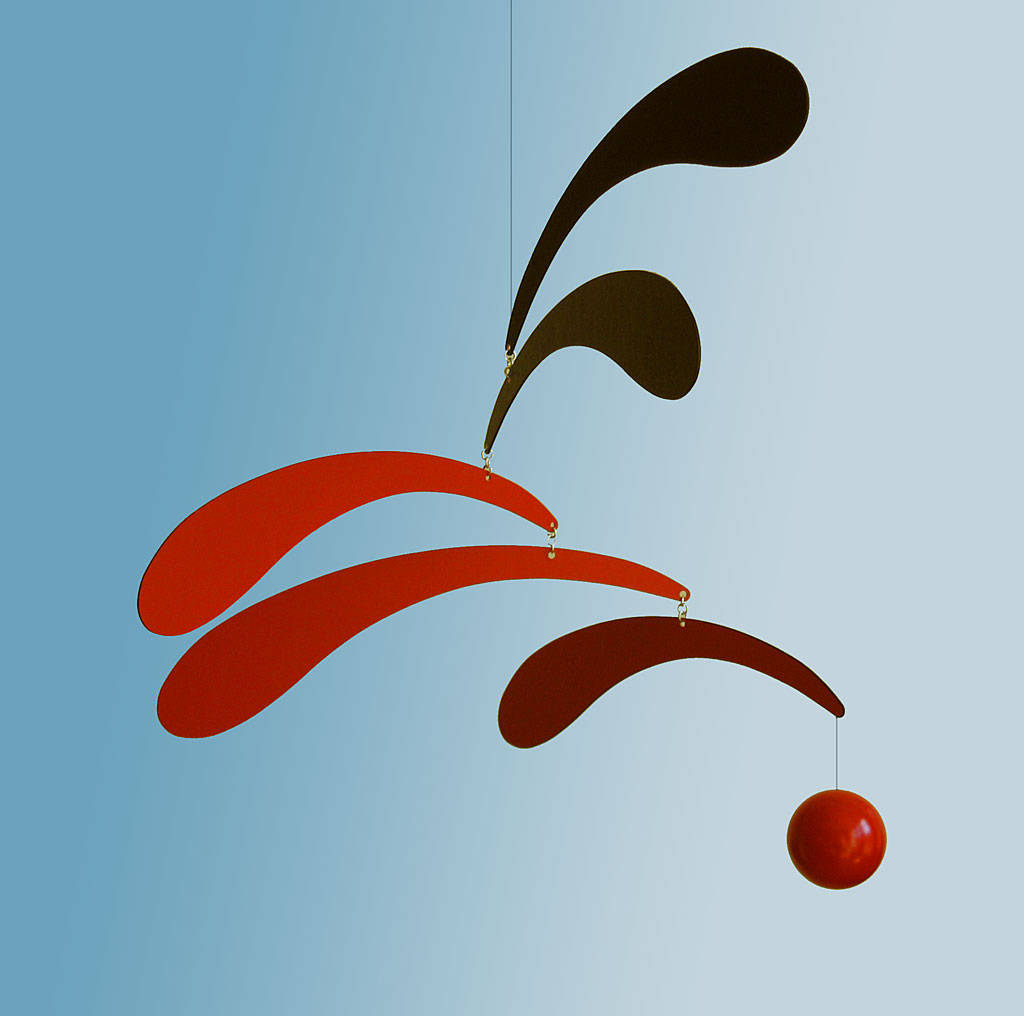
Um moderno e simples móbile de autoria de Christian Flensted (5F Flowing Rhythm), no estilo de Alexander Calder.

Na escultura, o mobile é um modelo abstrato que tem peças móveis, impulsionadas por motores ou pela força natural das correntes de ar.
Suas partes giratórias criam uma experiência visual de dimensões e formas em constante equilíbrio. O nome "móbile" foi inicialmente sugerido por Marcel Duchamp para uma exibição de 1932, em Paris, sobre certas obras de Alexander Calder, que se converteu no maior exponente da escultura móbile.
A origem latina do termo móbile remete à ideia de "móbil", "movimento".